# Dorygnathus
Dorygnathus ("mandíbula de lanza") es un género extinto de pterosaurio que vivió en Europa a principios del período Jurásico, hace 180 millones de años cuando los mares poco profundos inundaron la mayor parte del continente. Tenía una corta envergadura de 1.5 metros, y un esternón relativamente pequeño y triangular, al cual se sujetaban sus músculos de vuelo. Su cráneo era largo y sus cuencas oculares eran las mayores aberturas en este. Grandes dientes curvados que se "entremezclaban" cuando las mandíbulas se cerraban destacaban prominentemente en el frente del hocico mientras que dientes más rectos y pequeños se alineaban en la parte posterior. Tener dientes diferentes, una condición llamada heterodoncia, es raro entre los reptiles modernos pero era común entre los pterosaurios primitivos. La dentición heterodonta de Dorygnathus es consistente con su dieta piscívora. El quinto dígito de sus miembros posteriores era inusualmente largo y orientado hacia los lados. Su función no se conoce con certeza, pero este dedo pudo haber apoyado una membrana como la que tenía en sus dedos alares y sus pteroides. Dorygnathus, de acuerdo con David Unwin, estaba emparentado con el pterosaurio del Jurásico Superior Rhamphorhynchus y fue contemporáneo de Campylognathoides en Holzmaden y Ohmden.

## Descubrimiento

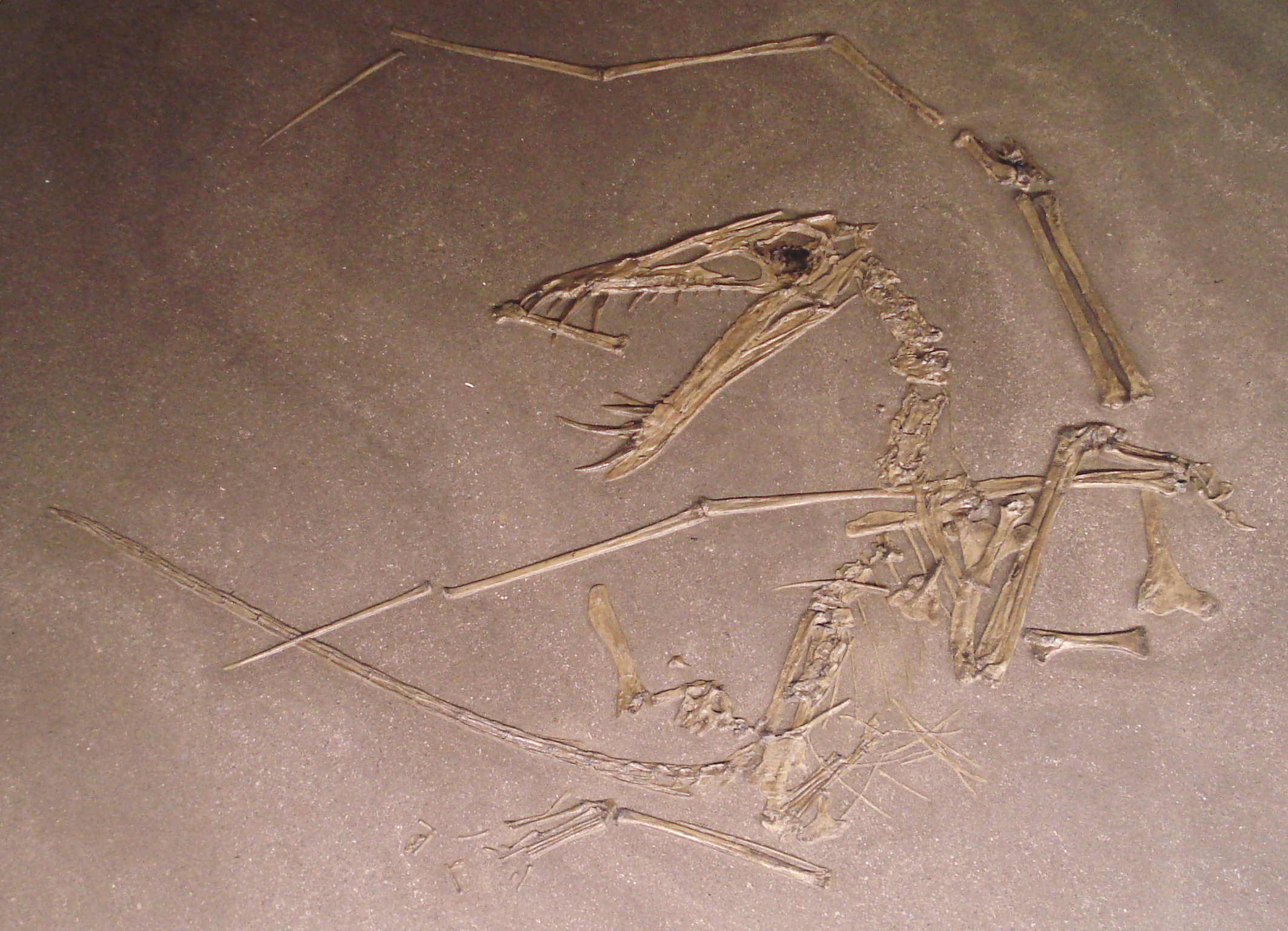
Una réplica en el Urwelt-Museum Hauff en Holzmaden de UUPM R 156, un espécimen vendido por Bernhard Hauff a la Universidad de Upsala en 1925

Los primeros restos de Dorygnathus, huesos aislados y fragmentos de mandíbulas encontrados en el Schwarzjura y la Caliza de Posidonia que datan del Toarciano, fueron descubiertos cerca de Banz, Baviera y fueron descritos en 1830 por Carl Theodori como Ornithocephalus banthensis, refiriéndose el nombre de la especie a Banz. El holotipo, una mandíbula inferior, es PSB 757. Los fósiles fueron estudiados por Christian Erich Hermann von Meyer en 1831 y de nuevo por Theodori en 1852 cuando él los refirió al género Rhamphorhynchus. En este período se asumió que tenía una cercana afinidad con un pterosaurio descubierto en Gran Bretaña, más tarde denominado Dimorphodon. Algunos fósiles fueron enviados a un profesor de paleontología de Múnich llamado Johann Andreas Wagner. Fue aquí que él, habiendo estudiado nuevos hallazgos realizados por Alfred Oppel en 1856 y 1858, y después de que Richard Owen hubiera denominado a Dimorphodon, concluyó que el espécimen alemán era claramente diferente y que por lo tanto requería de un nuevo nombre de género, el cual él formalmente denominó como Dorygnathus en 1860, del griego dory, "lanza" y gnathos, "mandíbula". Desde entonces se han hallado restos mucho más completos en otras localidades alemanas sobre todo en Württemberg, incluyendo Holzmaden, Ohmden y Zell. Un espécimen, SMNS 81840, fue excavado en 1978 en Nancy, Francia. Los fósiles de Dorygnathus fueron frecuentemente hallados en pilas de escombros donde las rocas inservibles eran arrojadas de las canteras de pizarras explotadas por granjeros locales. La mayor parte de los fósiles fueron hallados en dos períodos principales, el primero por la década de 1920 y el segundo en la década de 1980. Desde entonces la tasa de hallazgos ha disminuido considerablemente debido a que la demanda de pizarra ha disminuido fuertemente y muchas canteras pequeñas se han cerrado. Hasta ahora se conocen cerca de cincuenta especímenes, muchos de ellos preservados en la colección del State Museum of Natural History Stuttgart, y por ley los hallazgos paleontológicos en Baden-Württemberg son propiedad de este Bundesland. Debido a la excelente preservación de los últimos hallazgos fósiles, Dorygnathus ha generado un considerable interés para los expertos en pterosaurios, destacándose los importantes estudios dedicados a esta especie realizados por Felix Plieninger, Gustav von Arthaber, y más recientemente Kevin Padian.

## Descripción

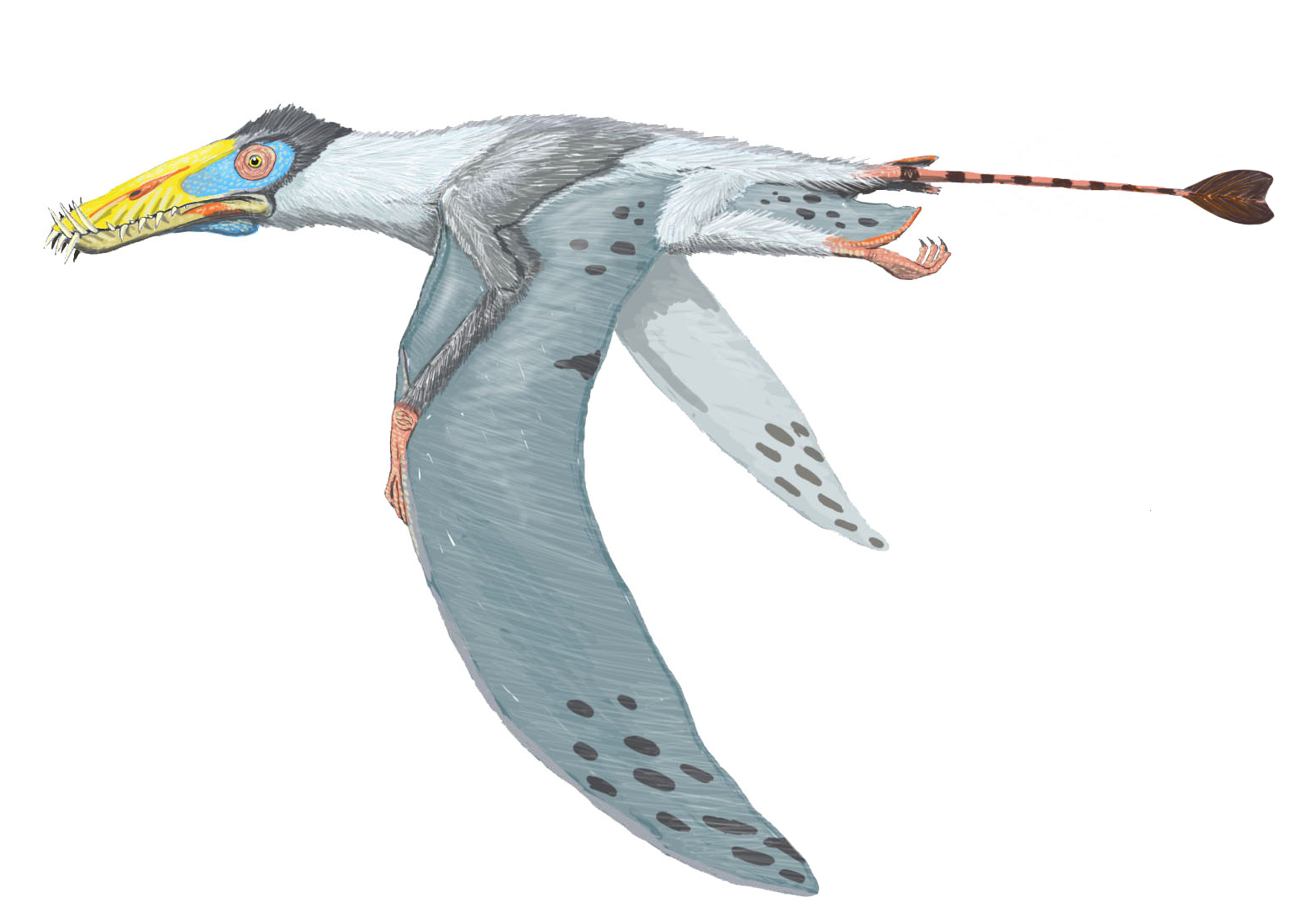
Recreación de Dorygnathus banthensis; la forma de la cola es hipotética.

Dorygnathus tenía la constitución general de un pterosaurio basal (es decir, un pterosaurio no pterodactiloide): un cuello corto, una cola larga y metacarpianos cortos — aunque para ser un pterosaurio basal pterosaur el cuello y metacarpianos de Dorygnathus son relativamente largos. El cráneo es largo y aguzado. El mayor cráneo conocido, el del espécimen MBR 1920.16 preparado por Bernard Hauff en 1915 y eventualmente adquirido por el Museo de Historia Natural de Berlín, tiene una longitud de dieciséis centímetros. En el cráneo la mayor abertura era la formada por la cuenca ocular, mayor que la fenestra antorbitalis la cual está claramente separada por un naris óseo en forma de hendidura. No se encuentra ninguna cresta ósea en la recta parte superior del cráneo y el hocico. La mandíbula inferior es delgada en la parte posterior pero se vuelve más alta hacia el frente en donde se fusionan ambas mitades en la sínfisis que acaba en una punta desdentada que le da su nombre al género. En MBR 1920.16, la mandíbula completa tiene una longitud de 147 milímetros.
En la mandíbula inferior los tres primeros pares de dientes son muy alargados, afilados y apuntando hacia afuera y hacia adelante. Estos contrastan con una fila de ocho o más dientes más pequeños y derechos que disminuyen su tamaño gradualmente hacia la parte posterior de las mandíbulas. No existe este contraste extremo en la mandíbula superior, pero el cuarto diente en el premaxilar es más largo que el séptimo en el maxilar que se vuelve más pequeño posteriormente. El número total de dientes es de al menos 44. Los dientes largos de la zona frontal de ambas mandíbulas se entrelazaban cuando se cerraba la boca; debido a su gran longitud se proyectaban más allá de los bordes superiores e inferiores de la cabeza.
De acuerdo con Padian, las vértebras presentes en este género son ocho cervicales, catorce dorsales, tres o cuatro sacrales y veintisiete o veintiocho caudales. La excepcional cuarta sacral es la primera de la serie de caudales normal. El número de caudales es incierto debido a que sus límites están ocultos por largas extensiones de filamentos, que hacían rígida a la cola. Las vértebras cervicales son largas y de constitución robusta, con una superficie superior que era de forma más o menos cuadrada en corte transversal y además tenían delgadas costillas cervicales de doble cabeza. Las vértebras dorsales son más redondeadas con espinas aplanadas; las primeras tres o cuatro se conectaban a las costillas del esternón; las costillas más posteriores se conectaban con la gastralia. Las primeras cinco o seis cortas vértebras caudales formaban la base flexible de la cola. Hacia la parte posterior las caudales se volvían más largas y quedaban sin movilidad por extensiones óseas entrelazadas con una longitud de más de cinco de las vértebras las cuales rodeaban a las caudales con una red ósea, lo cual permitía a la cola desempeñar la función de timón.
El esternón es triangular y relativamente pequeño; Padian ha sugerido que puede haberse extendido hacia atrás con un tejido cartilaginoso. Se conectaba al coracoides el cual en los individuos de más edad estaba fusionado a la alargada escápula formando una articulación del hombro en forma de silla de montar. El húmero tiene una cresta triangular deltopectoral y está neumatizada. La parte inferior del brazo es 60% más largo que la superior. A partir de los cinco huesos carpales en la muñeca se extendía un corto pero robusto hueso denominado pteroide que apuntaba hacia el cuello, y que en el animal vivo apoyaría una membrana de vuelo, el propatagio. Los tres primeros metacarpianos están conectados a tres pequeños dedos, equipados con garras cortas y muy curvadas; el cuarto por su parte se conectaba al dedo alar, en el cual la segunda o tercera falange es la más larga; la primera o cuarta es la más corta. El dedo del ala sirve de soporte para la membrana principal de vuelo.
En la pelvis, el ilion, el isquion y el pubis están fusionados. El ilion es alargado y con una longitud equivalente a seis vértebras. La parte inferior de la pata, en la cual los dos tercios inferiores de la tibia y la fíbula de los especímenes adultos se encuentran fusionados, es un tercio más corta que el fémur, cuya cabeza tiene un ángulo de 45° con respecto a su eje. Los tarsos proximales no están fusionados en un astragalocalcáneo separado; poseen en cambio un tibiotarso. El tercer metatarsiano es el más largo; el quinto está conectado a un dedo del pie, del cual la segunda falange muestra una curvatura de 45° y tiene un extremo ancho y romo; quizás servía de soporte a una membrana entre las patas, el cruropatagio.

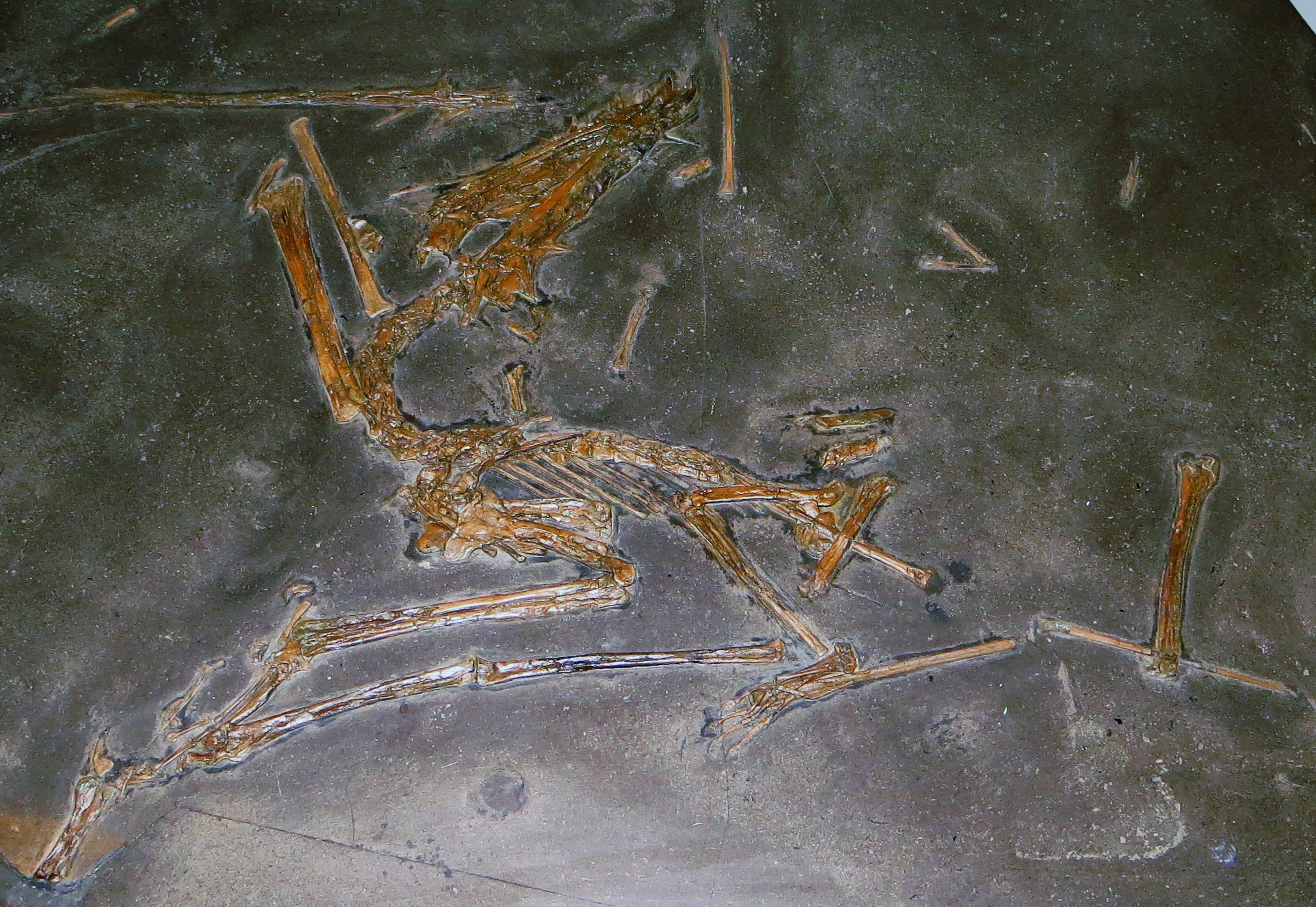
Fósil

Se han preservado en algunos especímenes partes blandas, pero estás son raras y limitadas, por lo que proveen poca información acerca de su naturaleza. Se desconoce si la cola poseía una estructura en forma de diamante en su final, como ocurre en Rhamphorhynchus. Sin embargo, Ferdinand Broili reportó la presencia de pelaje en el espécimen BSP 1938 I 49, una indicación de que Dorygnathus también tenía pelo y un elevado metabolismo, como se cree que era propio de los pterosaurios.

## Dorygnathus mistelgauensis
En 1971 Rupert Wild describió y nombró a una segunda especie en el género: Dorygnathus mistelgauensis, basada en un espécimen que fue recolectado en una cantera de ladrillo cerca de la estación de tren de Mistelgau, a la cual alude el nombre de especie, por el profesor H. Herppich, quien lo donó a la colección privada de Günther Eicken, un paleontólogo aficionado de Bayreuth, donde aún se encuentra. Como resultado el ejemplar no tiene un número oficial de inventario. El fósil abarca un omóplato y un ala, una pata parcial, una costilla y una vértebra caudal. Wild justificó la creación de una nueva especie por su mayor tamaño, con una envergadura que sería cerca de un 50 % más grande que en el espécimen tipo de Dorygnathus; la parte inferior de la pata que es más corta y el ala más larga.
Padian en 2008 señaló que el espécimen MBR 1977.21 de D. banthensis, el mayor hasta entonces conocido, tiene una envergadura de 169 centímetros, el que es un tamaño incluso mayor; que las proporciones del ala y de la parte inferior de la pata son muy variables en D. banthensis y que la edad geológica es comparable. Por tanto él concluyó que D. mistelgauensis es un sinónimo más moderno subjetivo de D. banthensis.

## Filogenia
La afinidad entre Dorygnathus y Dimorphodon, asumida por los primeros investigadores, estaba basada principalmente en el parecido superficial de la forma de los dientes. El Barón Franz Nopcsa en 1928 asignó a ambos géneros a la subfamilia Rhamphorhynchinae, lo cual fue confirmado por Peter Wellnhofer en 1978. Los modernos y más precisos análisis cladísticos de las relaciones de Dorygnathus no han obtenido un consenso. David Unwin en 2003 encontró que pertenecía al clado Rhamphorhynchinae, pero los análisis de Alexander Kellner resultaron en una posición mucho más basal, inferior a la de Dimorphodon o Peteinosaurus. Padian, usando el método comparativo en 2008 concluyó que Dorygnathus era cercano a Scaphognathus y a Rhamphorhynchus en el árbol filogenético pero también que estas especies formaban una serie de divergencias sucesivas, lo que significa que no podrían ser unidas en un clado separado. Esto fue contradicho de nuevo por los resultados de un estudio cladístico realizado por Brian Andres en 2010 mostrando que Dorygnathus era parte de un Rhamphorhynchinae monofilético. El siguiente cladograma muestra la posición de Dorygnathus de acuerdo con Andres:
|  | Rhamphorhynchus |
|  |                 |
|  | Cacibupteryx    |
|  |                 |

|         | Harpactognathus                                                    |
|         |                                                                    |
| unnamed | \| \| Angustinaripterus \| \| \| \| \| \| Sericipterus \| \| \| \| |
|         | \| \| Angustinaripterus \| \| \| \| \| \| Sericipterus \| \| \| \| |
|         | Angustinaripterus                                                  |
|         |                                                                    |
|         | Sericipterus                                                       |
|         |                                                                    |

|  | Angustinaripterus |
|  |                   |
|  | Sericipterus      |
|  |                   |

|  | Rhamphorhynchus |
|  |                 |
|  | Cacibupteryx    |
|  |                 |

|         | Harpactognathus                                                    |
|         |                                                                    |
| unnamed | \| \| Angustinaripterus \| \| \| \| \| \| Sericipterus \| \| \| \| |
|         | \| \| Angustinaripterus \| \| \| \| \| \| Sericipterus \| \| \| \| |
|         | Angustinaripterus                                                  |
|         |                                                                    |
|         | Sericipterus                                                       |
|         |                                                                    |

|  | Angustinaripterus |
|  |                   |
|  | Sericipterus      |
|  |                   |

|  | Rhamphorhynchus |
|  |                 |
|  | Cacibupteryx    |
|  |                 |

|         | Harpactognathus                                                    |
|         |                                                                    |
| unnamed | \| \| Angustinaripterus \| \| \| \| \| \| Sericipterus \| \| \| \| |
|         | \| \| Angustinaripterus \| \| \| \| \| \| Sericipterus \| \| \| \| |
|         | Angustinaripterus                                                  |
|         |                                                                    |
|         | Sericipterus                                                       |
|         |                                                                    |

|  | Angustinaripterus |
|  |                   |
|  | Sericipterus      |
|  |                   |

|  | Rhamphorhynchus |
|  |                 |
|  | Cacibupteryx    |
|  |                 |

|         | Harpactognathus                                                    |
|         |                                                                    |
| unnamed | \| \| Angustinaripterus \| \| \| \| \| \| Sericipterus \| \| \| \| |
|         | \| \| Angustinaripterus \| \| \| \| \| \| Sericipterus \| \| \| \| |
|         | Angustinaripterus                                                  |
|         |                                                                    |
|         | Sericipterus                                                       |
|         |                                                                    |

|  | Angustinaripterus |
|  |                   |
|  | Sericipterus      |
|  |                   |

## Paleobiología
Dorygnathus es por lo general considerado como un piscívoro, capturando peces y otras criaturas marinas resbaladizas con sus largos dientes. Esto se confirma por el hecho de que sus fósiles se han hallado en sedimentos marinos, depositados en los mares del antiguo archipiélago europeo. En estos coexistía con otro pterosaurio, Campylognathoides el cual era mucho más raro. Los ejemplares muy jóvenes de Dorygnathus son desconocidos; el espécimen de menor tamaño descubierto tiene una envergadura de sesenta centímetros; quizás las crías eran incapaces de aventurarse lejos en mar abierto. Padian concluyó que Dorygnathus experimentaba un crecimiento relativamente rápido en sus primeros años, más rápido que el cualquier reptil moderno del mismo tamaño, para luego crecer lentamente después de haber alcanzado la madurez sexual, resultando en los individuos excepcionalmente grandes que llegaban a los 1.7 metros de envergadura.
En tierra, Dorygnathus era probablemente un mal trepador; sus garras no muestran adaptaciones especiales para ese tipo de locomoción. De acuerdo a Padian, Dorygnathus, siendo un pterosaurio relativamente pequeño con una cola larga, era muy capaz de una locomoción bípeda, aunque sus largos metacarpianos lo hubieran hecho mejor equipado para una marcha cuadrúpeda que la mayoría de los pterosaurios basales. La mayoría de los investigadores de pterosaurios concuerdan que todos los pterosaurios eran cuadrúpedos.